# Consthum
Consthum (lussemburghese: Konstem) è un comune soppresso del Lussemburgo settentrionale e frazione del comune di Parc Hosingen. Si trova nel cantone di Clervaux, nel distretto di Diekirch.
Il 1º gennaio 2012 il comune di Consthum si è fuso con i comuni di Hosingen e Hoscheid per formare il nuovo comune di Parc Hosingen.

## Comune soppresso
Oltre al centro abitato di Consthum, faceva parte del comune soppresso anche la località di Holzthum poi confluita nel comune di Parc Hosingen.
Nel 2008 il comune di Consthum aveva una popolazione di 462 abitanti.

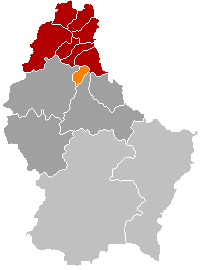
Territorio del comune di Consthum, confluito dal 2012 nel comune di Parc Hosingen